# Medaglia della navigazione del 1892/1893
La medaglia della navigazione del 1892/1893 fu una medaglia di benemerenza creata nell'ambito dell'Impero austriaco.

## Storia

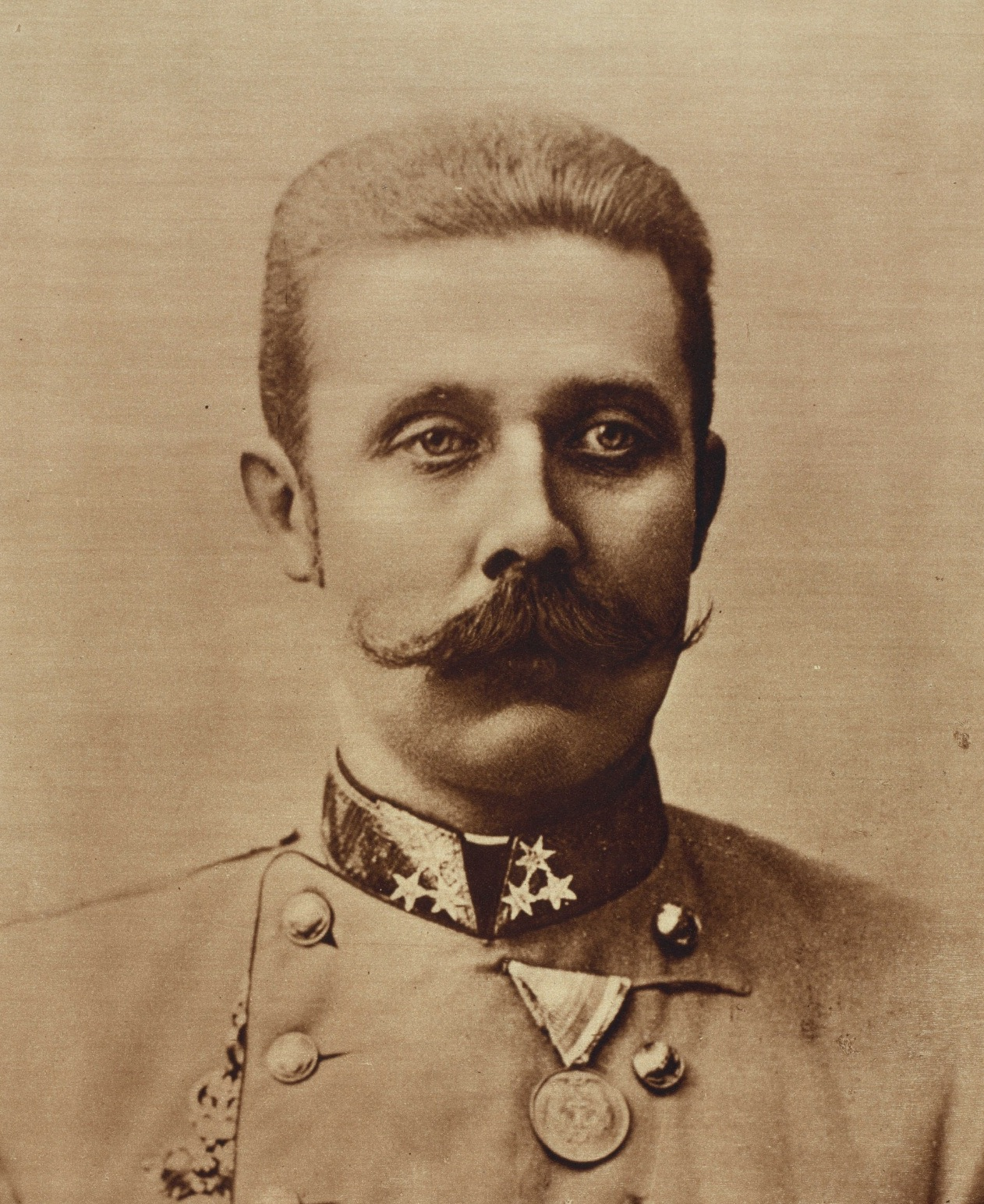
Francesco Ferdinando con la medaglia

L'istituzione della medaglia venne firmata l'11 novembre 1893 dall'Imperatore Francesco Giuseppe d'Austria e venne conferita a tutti coloro che parteciparono alla crociera di dieci mesi organizzata tra il 1892 ed il 1893 in Asia dall'erede al trono Francesco Ferdinando d'Asburgo, a bordo della SMS Kaiserin Elizabeth.
La medaglia consisteva in un disco sul quale si trovavano impressi, al diritto un'ancora circondata da piante tropicali, con attorno la scritta "REISE S. M. SCHIFF KAISERIN ELISABETH" ("soggiorno sulla SMS Kaiserin Elizabeth"). Sul retro, si trovavano le iniziali "FF" (per Francesco Ferdinando) e l'iscrizione "OST INDIEN AUSTRALIEN SÜDSEE-INSEL CHINA JAPAN 1892-1893" ("Indie dell'Est, australia, Isole dei mari del sud, Cina, Giappone" indicante le tappe toccate dalla crociera).
Il nastro della medaglia era bianco e blu.